# Zilda Arns
Zilda Arns Neumann (25. října 1934 Forquilhinha, Brazílie – 12. ledna 2010 Port-au-Prince, Haiti) byla brazilská katolická charitativní pracovnice a dětská lékařka, sestra kardinála Arnse, bývalého arcibiskupa São Paula, a teta senátora Flávia Arnse.
Byla zakladatelkou a mezinárodní koordinátorkou charitativní organizace Pastoral da Criança a organizátorkou charitativních akcí pro Pastoral da Pessoa Idosa, organizací Brazilské biskupské konference.
Zemřela jako jedna z deseti tisíců obětí zemětřesení, které zničilo Port-au-Prince.

## Životopis

### Smrt
12. ledna 2010 se Zilda Arns nacházela na Haiti, kde připravovala otevření pobočky Pastoral da Criança. V okamžiku, kdy udeřilo zemětřesení, přednášela v Port-au-Prince adeptům misionářských řádů ve studijním centru pro řeholníky. V troskách budovy zahynula ona a dva posluchači. 15. ledna bylo její tělo letecky dopraveno do rodné Brazílie.